# Турсунзаде
Турсунзаде (тадж. Турсунзода) — місто республіканського підпорядкування в Таджикистані. До 1978 року — Регар. Місто назване на честь Мірзо Турсунзаде.

## Назва
З приводу першої назви міста Регар існує декілька версій, одна з них говорить, що слово Регар походить від слова піщаний. Інша версія говорить, що Регар походить від слова, що означає «Вперед». Сучасна назва на честь Мирзо Турсунзаде. Втім залізнична станція зберегла назву Регар, що призводить до конфузів при придбанні квитків до міста Турсунзаде.

## Населення
Станом на 2022 рік населення міста складало 57 800.

## Історія
Історичні дані свідчать що перші дані про місто Регар (Турсунзаде) з'явились у другій половині XIV століття. Регарський район у складі Таджицької РСР був утворений у 1935 році, Потім у 1954 році районний центр було перетворено в місто Регар. У 1978 році місто було перейменовано на Турсунзаде.

## Спорт
У місті є футбольна команда «Регар-ТадАЗ», який ще у 1977 році під назвою «Металург» вперше став чемпіоном Таджикистану з футболу.
Втім у 2014 році клуб опинився у скрутному фінансову становищі, що пов'язано з складною ситуацією основного спонсора «ТАЛКО-Менеджмент».

## Економіка
У місті розташовано флагман таджицької промисловості — Турсунзадевський алюмінієвий завод який було створено у 1975 році. Втім в умовах незалежного Таджикистану підприємство потрапило у складне становище, оскільки його власники зайнялись «оптимізацією податків», на підприємстві немає добрих умов праці для робітників.